# Zachary Fisk
Zachary Fisk (* 3. September 1941 in New York City) ist ein US-amerikanischer Festkörperphysiker. Er ist bekannt für Beiträge zu Schwerfermionenmetallen und Supraleitern.

## Leben
Sein Vater war Direktor der Bell Labs in New Jersey. Fisk studierte an der Harvard University mit dem Bachelor-Abschluss 1964 und wurde 1969 an der University of California, San Diego (UCSD), in Physik promoviert. 1971/72 war er Assistant Professor an der University of Chicago und 1972 bis 1981 Forschungsphysiker an der UCSD. Danach war er bis 1994 Fellow am Los Alamos National Laboratory (LANL). Dort züchtete er Kristalle zunächst im Rahmen der Waffenforschung, dann im Rahmen eigenständiger Festkörperforschung. 2002/03 war er erneut als Gastwissenschaftler am LANL. 1991 bis 1996 war er Professor an der UCSD, 1996 bis 2003 an der Florida State University in Tallahassee (wohin er wegen des National High Magnetic Field Labs ging) und 2003 bis 2006 an der University of California, Davis, bevor er 2006 Distinguished Professor an der University of California, Irvine, wurde.
Er war schon als Student am LANL und war ein Schüler und enger Mitarbeiter von Bernd T. Matthias an der UCSD. Für Matthias synthetisierte er zahlreiche intermetallische Verbindungen für die Untersuchung auf Supraleitung und andere Eigenschaften.

## Auszeichnungen
- 1990 erhielt er den James C. McGroddy Prize for New Materials für die Entdeckung und Erforschung von Materialien mit Schweren Fermionen.
- 1995 wurde er Mitglied der American Academy of Arts and Sciences.[1]
- 1996 wurde er Mitglied der National Academy of Sciences.
- 2015 erhielt er den Bernd T. Matthias Prize für die Entdeckung von UBe13, UPt3, ThCoC2 und LaRhSi3 und für die Aufklärung der Rolle von Schweren Fermionen und dem Fehlen von Inversions-Symmetrie bei Supraleitung.[2]